# Elsa Sáenz Trillo
Elsa Marina Sáenz Trillo (Guadalupe, Chihuahua, 8 de julio de 1961) es una actriz y pedagoga teatral mexicana.

## Estudios
Estudió el bachillerato en arte en el Centro de Educación Artística CEDART "David Alfaro Siqueiros" y sus estudios superiores en la Universidad Nacional Autónoma de México (UNAM) en la carrera de Pedagogía. Fue estudiante de actuación en la Escuela Nacional de Teatro y cursó una licenciatura en Educación Tecnológica en el C.A.M en la ciudad de Chihuahua. En el 2011 concluyó su maestría en Educación e Investigación en el Centro de Investigación y Docencia Chihuahua.   
En 2020 comenzó a realizar teatro virtual con motivo de la pandemia por COVID-19.   

## Logros y reconocimientos
Elsa Sáenz ha participado en aproximadamente 55 obras de teatro y cuenta con distintas placas por cumplir 100 representaciones realizadas. Con sus amplios estudios es instructora de teatro en el CEDART "David Alfaro Siqueiros" desde el año 1993 y en el año 2008 fue directora teatral en el Instituto Tecnológico de Estudios Superiores de Monterrey en el Campus Chihuhaua. 
En 2017, fue acreedora a la medalla al Mérito Cultural Victor Hugo Rascón Banda proporcionada por la Cámara de Diputados. Seguido esto, en el año de 2018 fue huésped de la Organización de las Naciones Unidas (ONU) para el coloquio internacional sobre "Teatro y Cárcel". En 2019 fue invitada por el Festival Internacional Chihuahua para una gira estatal como representante del talento local. 
Fue condecorada con la medalla Chihuahuense Destacada 2021 en la categoría de arte en el H. Congreso del Estado y tiene diversos premios como actriz y directora escénica en lugares de México como Veracruz, Guadalajara, CDMX y Mérida. Y fuera del país en lugares como The University of Texas at El Paso (UTEP) y la Embajada Colombiana.

## Filmografía
| Título                              | Público                                                                                       |
| ----------------------------------- | --------------------------------------------------------------------------------------------- |
| Cortometraje: "VI H DA"             | Secretaría Estatal de Salud Chihuahua                                                         |
| Cortometraje: "HAMBRE"              | Festival de Cine de El Paso, Texas y Festival de Kinshasa en República Democrática del Congo. |
| La asamblea de las mujeres (2008)   | Tecnológico de Monterrey, Campus Chihuahua                                                    |
| Miniserie La Boda de mis Pesadillas | Youtube                                                                                       |